# 1574 az irodalomban

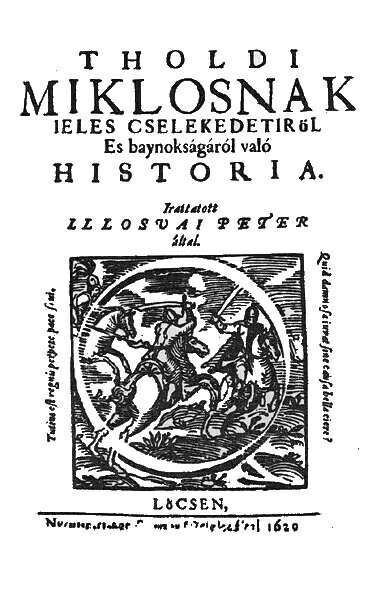
Az híres neves Tholdi Miklósnak jeles cselekedeteiről...

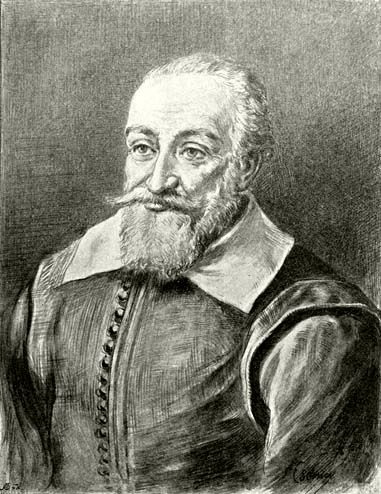
Szenczi Molnár Albert

Az 1574. év az irodalomban.

## Új művek
- Ilosvai Selymes Péter: Az híres neves Tholdi Miklósnak jeles cselekedeteiről és bajnokoskodásáról való historia (Debrecen). A Toldi Miklósról szóló monda versekbe szedve.
- Istvánffy Pál 1539-ben írt széphistóriájának ma ismert első kiadása: Historia regis Volter (Debrecen); magyar címén: Volter és Griseldis.

## Születések
- július 1. – Joseph Hall angol szatirikus író († 1656)
- augusztus 30.– Szenczi Molnár Albert református lelkész, nyelvtudós, filozófus, zsoltárköltő, egyházi író, műfordító († 1634)

## Halálozások
- április 17. – id. Joachim Camerarius német polihisztor, klasszika-filológus (* 1500)[1]
- 1574 – Heltai Gáspár reformátor, protestáns lelkész, szépíró, műfordító, a magyar késő reneszánsz irodalom kiemelkedő képviselője (* 1510)
- 1574 – Johannes Sommer szász teológus, humanista író (* 1542)